# 27 juillet 1933
Le jeudi 27 juillet 1933 est le 208e jour de l'année 1933.

## Naissances
- Chris Lawrence (mort le 13 août 2011), pilote automobile britannique
- Marlene Ahrens, athlète chilienne

## Décès
- Georges Louis Edmond Jullien (né le 23 juin 1858), militaire français
- Jacques-Henri Dreyfuss (né le 19 avril 1844), rabbin français
- Nobuyoshi Mutō (né le 15 juillet 1868), maréchal de l'armée impériale japonaise

## Événements
- Massacre de chrétiens assyriens en Irak
- La république espagnole reconnaît l’URSS
- Découverte de (1284) Latvia
- Découverte de (1312) Vassar